# Melsungen
Melsungen ist eine im Kern mittelalterliche Kleinstadt und ein Luftkurort im nordhessischen Schwalm-Eder-Kreis.

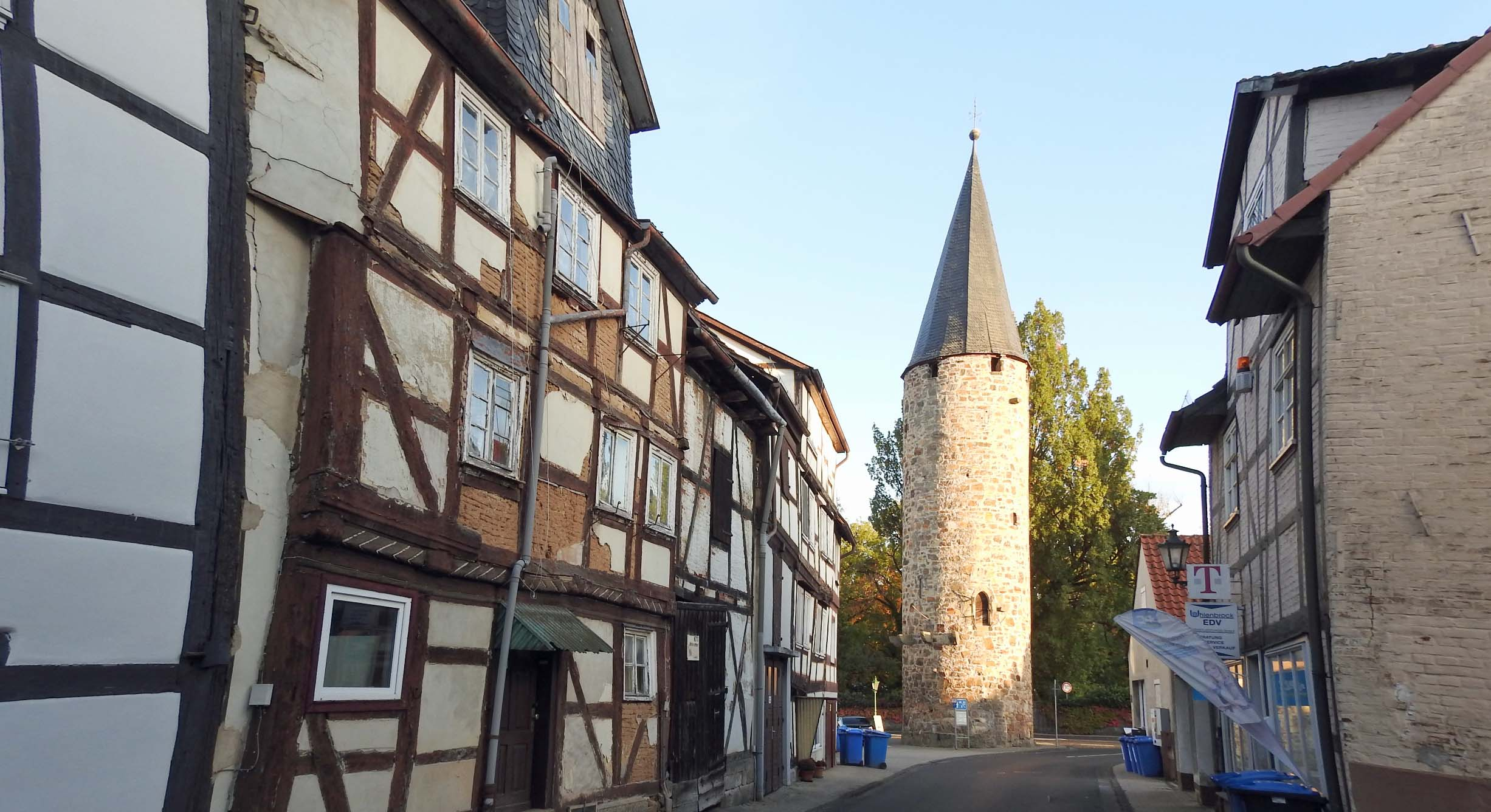
Eulenturm in Melsungen

## Geographie

### Geographische Lage
Melsungen liegt im Nordostteil des Schwalm-Eder-Kreises zwischen dem Melsunger Bergland im Osten und dem Homberger Hochland im Westen. Seine Kernstadt befindet sich an der Mündung des Kehrenbachs in die Fulda. Unweit südlich der Kernstadt mündet beim Industriegebiet Pfieffewiesen die Pfieffe und unterhalb des nördlichen Stadtteils Röhrenfurth an der Grenze zu Körle die Mülmisch in die Fulda.
Die nächsten größeren Städte an der Fulda sind die Großstadt Kassel, etwa 21 km nördlich, und die Mittelstadt Bad Hersfeld, rund 32 km (je Luftlinie) südsüdöstlich.
Der tiefste Punkt des Stadtgebiets liegt mit 160 m ü. NN etwas unterhalb des dörflichen Stadtteils Röhrenfurth, an der Mündung der Mülmisch in die Fulda, der höchste mit 557 m ü. NN etwas unterhalb des Himmelsberggipfels (Günsteröder Höhe im Melsunger Bergland). Hier, etwa 2,5 km nordöstlich des dörflichen Stadtteils Günsterode, verläuft die Gemarkungsgrenze zur Nachbarstadt Hessisch Lichtenau.

### Nachbargemeinden
Melsungen grenzt im Norden an die Gemeinden Körle (Schwalm-Eder-Kreis) und Söhrewald (Landkreis Kassel) sowie die Stadt Hessisch Lichtenau (Werra-Meißner-Kreis), im Osten an die Stadt Spangenberg, im Südosten an die Gemeinde Morschen, im Süden an die Gemeinde Malsfeld sowie im Westen an die Stadt Felsberg (alle vier im Schwalm-Eder-Kreis).

### Stadtgliederung
Melsungen umfasst neben der Stadt selbst noch 7 weitere Stadtteile, die im Zuge der Gebietsreform in Hessen eingemeindet wurden.
Für alle eingegliederten Gemeinden wurden Ortsbezirke mit Ortsbeirat und Ortsvorsteher nach der Hessischen Gemeindeordnung gebildet.
| Stadtteil     | Eingemeindung     | Einwohner (ca.) |
| ------------- | ----------------- | --------------- |
| Adelshausen   | 1. Februar 1971   | 470             |
| Günsterode    | 1. Februar 1971   | 350             |
| Kehrenbach    | 1. Februar 1971   | 320             |
| Kirchhof      | 1. Februar 1971   | 520             |
| Obermelsungen | 31. Dezember 1971 | 720             |
| Röhrenfurth   | 1. März 1971      | 1200            |
| Schwarzenberg | 1. Januar 1974    | 570             |

## Geschichte

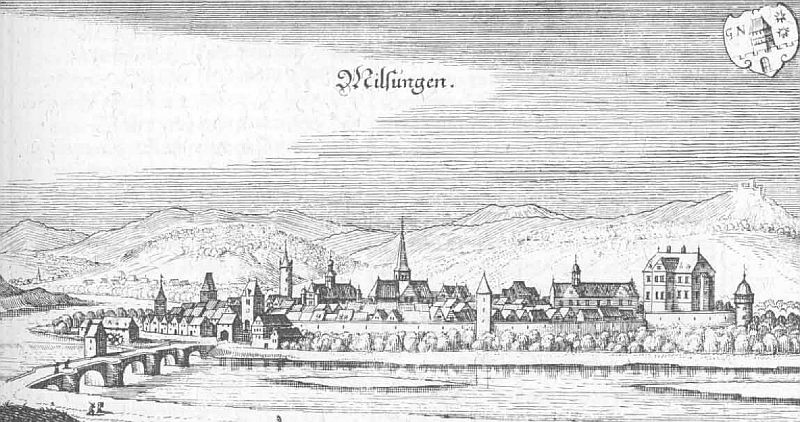
Melsungen – Auszug aus der Topographia Hassiae von Matthäus Merian dem Jüngeren 1655

Erstmals wurde die Stadt im Jahre 802 als Milisunge urkundlich erwähnt. Erste Besiedlungen gab es aber wahrscheinlich schon zur Hallstattzeit (9.–4. Jahrhundert v. Chr.).
Im Lauf seiner Geschichte wechselte Melsungen mehrfach den Besitzer. So schenkte Kaiser Otto III. im Jahre 973 Teile seiner Besitzungen in Elesenge in pago Hassim, darunter einen Militärbau, einem Dietrat von Melsungen. 1040 vermachte Graf Dietrich seine Melsunger Besitzungen dem Kloster Fulda. Heinrich Raspe II. (etwa 1130 bis etwa 1155/57), Graf von Gudensberg aus dem Hause der thüringischen Ludowinger, betrieb als Vogt der Abtei Hersfeld die Entfremdung Melsungens aus dem Besitz Hersfelds und ließ an dem strategisch wichtigen Fuldaübergang der Straße von Gudensberg nach Thüringen eine kleine Burg errichten („burgus Milsungen“). Der Ort war von besonderer Bedeutung, weil er an einer Kreuzung dreier wichtiger Handelsrouten lag: dem „Sälzerweg“ (West-Ost), der „Nürnberger Straße“ (Nord-Süd), und der „Durch die langen Hessen“.
Am heftigsten umkämpften die Erzbischöfe von Mainz und die Landgrafen von Thüringen und später die Landgrafen von Hessen die Stadt. 1189/90 kaufte Erzbischof Konrad I. von Mainz Burg und Ort für 350 Mark von den Ludowinger Landgrafen von Thüringen und verlieh dem Ort das Stadtrecht; aus dieser Zeit stammt auch das Wappen. Schon wenige Jahre später, 1193/94, wurden Stadt und Burg in einer Fehde zwischen Mainz und Thüringen zerstört, aber umgehend wegen ihrer wichtigen Lage durch die Landgrafen neu aufgebaut, diesmal als Eigentum der Landgrafen. Im Thüringisch-Hessischen Erbfolgekrieg (1247–1264), in dessen Folge Melsungen zur Landgrafschaft Hessen kam, wurde die Burg erneut zumindest teilweise zerstört, aber ebenfalls wieder hergerichtet.
Die ursprünglich romanische Pfarrkirche wurde 1350 in eine gotische Hallenkirche umgebaut. 1465 hatte der Ort bereits etwa 950 Einwohner. Im Jahre 1554 vernichtete ein Feuer große Teile des Stadtkerns. Nur wenige Gebäude überstanden den Brand, da fast alle Häuser aus Fachwerk waren. Nach dieser Katastrophe wurde das noch heute genutzte Rathaus erbaut, ein architektonisches Juwel im Fachwerkstil. 1596 wurde eine massive Steinbrücke über die Fulda fertiggestellt, die sogenannte Bartenwetzerbrücke.

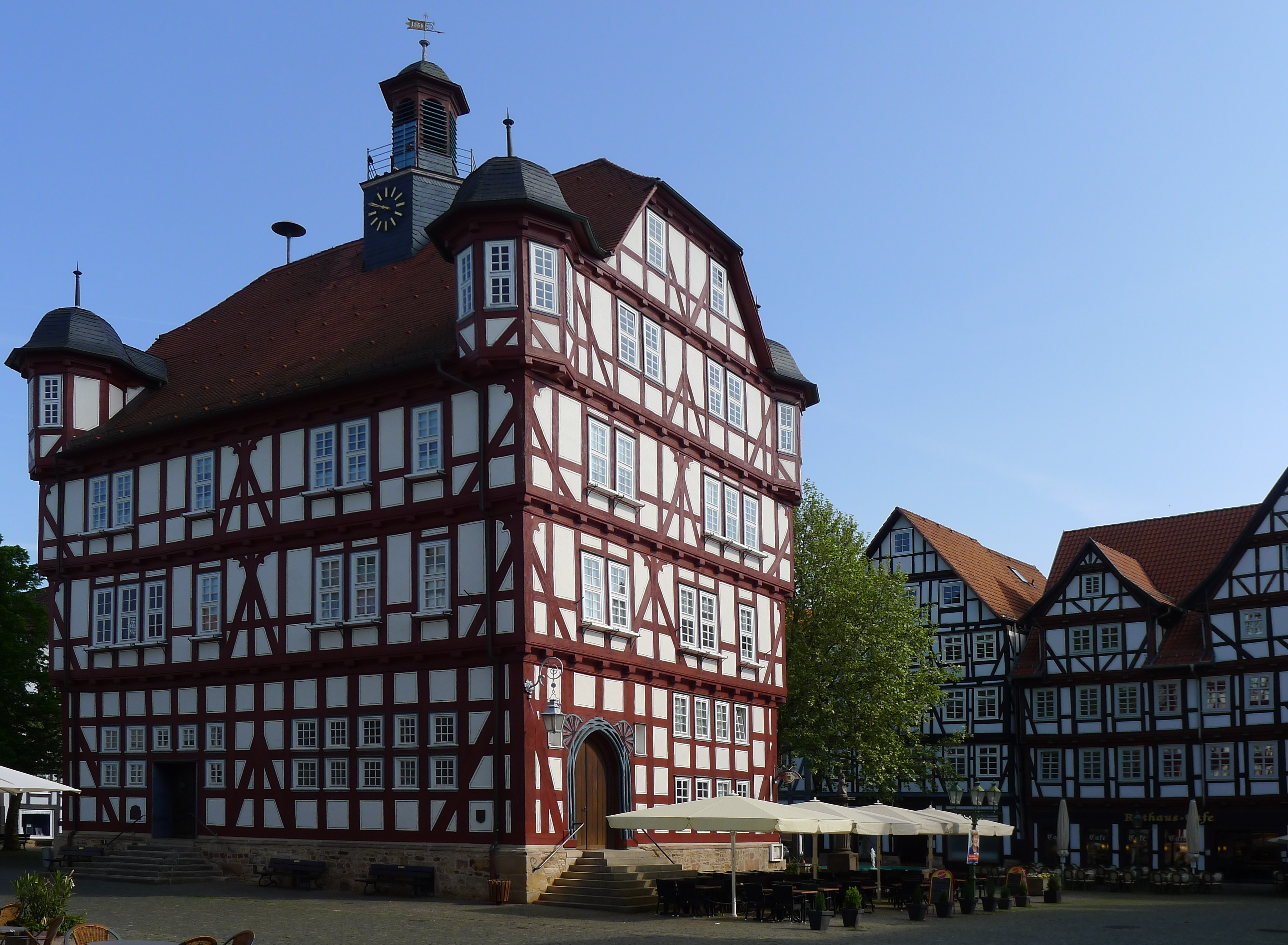
Blick auf das Rathaus aus der Fritzlarer Straße

1552–1557 erbauten Landgraf Wilhelm IV. und sein Vater, Landgraf Philipp der Großmütige, ein Jagdschloss direkt außerhalb der Stadtmauer, in unmittelbarer Nachbarschaft der alten Burg, die wegen Baufälligkeit abgerissen wurde und dem 1577 vollendeten Marstall Platz machte. Von 1627 bis 1632 diente dieses Schloss Moritz dem Gelehrten von Hessen-Kassel als zeitweiliger Wohnsitz, nachdem er als Landgraf abgedankt hatte und sich nach Eschwege zurückgezogen hatte. Nach seinem Tod wurden Schloss und Marstall von 1733 bis 1825 als Garnison für landgräfliche bzw. kurfürstliche Kavallerie genutzt. Von 1825 bis 1867 war es Sitz der Hessischen Forstakademie. Nach der preußischen Annexion des Kurfürstentums Hessen wurde es Verwaltungsgebäude. Während des Zweiten Weltkriegs befand sich im Schloss und im so genannten Kreisgut in Elbersdorf ein Gefangenenlager für britische Offiziere. Heute ist das Gebäude Sitz des Kreisfinanzamts und der Justizbehörde.
Im Dreißigjährigen Krieg, im Siebenjährigen Krieg und während der französischen Herrschaft von 1806 bis 1813 erlitt die Stadt wiederholt Besetzung und Schaden. 1813 schlugen, nach der Abdankung Jérôme Bonapartes als König von Westphalen, General Tschernyschows russische Truppen die des französischen Generals Bastinellers bei Melsungen.
Von 1821 bis 1974 war Melsungen Verwaltungssitz des Landkreises Melsungen. Durch Zusammenlegung der Landkreise Melsungen, Fritzlar-Homberg und Ziegenhain im Jahre 1974 zum Schwalm-Eder-Kreis ist seither der zuständige Verwaltungssitz in der Stadt Homberg (Efze). Melsungen ist einer der Hauptorte der evangelischen althessischen Kirche.

## Bevölkerung

### Einwohnerstruktur 2011
Nach den Erhebungen des Zensus 2011 lebten am Stichtag, dem 9. Mai 2011, in Melsungen 13278 Einwohner. Darunter waren 762 (5,7 %) Ausländer, von denen 210 aus dem EU-Ausland, 410 aus anderen europäischen Ländern und 142 aus anderen Staaten kamen. Von den deutschen Einwohnern hatten 10,2 % einen Migrationshintergrund. (Bis zum Jahr 2020 erhöhte sich die Ausländerquote auf 12,9 %.) Nach dem Lebensalter waren 2165 Einwohner unter 18 Jahren, 5429 zwischen 18 und 49, 2743 zwischen 50 und 64 und 2943 Einwohner waren älter. Die Einwohner lebten in 6158 Haushalten. Davon waren 2171 Singlehaushalte, 1817 Paare ohne Kinder und 1602 Paare mit Kindern, sowie 429 Alleinerziehende und 129 Wohngemeinschaften. In 1500 Haushalten lebten ausschließlich Senioren und in 4093 Haushaltungen lebten keine Senioren.

### Einwohnerentwicklung
| • 1585: | 1642 Haushaltungen |
| • 1747: | 1644 Haushaltungen |

| Melsungen: Einwohnerzahlen von 1834 bis 2022 | Melsungen: Einwohnerzahlen von 1834 bis 2022 | Melsungen: Einwohnerzahlen von 1834 bis 2022 | Melsungen: Einwohnerzahlen von 1834 bis 2022 | Melsungen: Einwohnerzahlen von 1834 bis 2022 |
| --- | -------------------------------------------- | -------------------------------------------- | -------------------------------------------- | -------------------------------------------- |
| Jahr |                                              |                                              |                                              | Einwohner                                    |
| 1834 | 1834                                         |                                              | 3.780                                        | 3.780                                        |
| 1840 | 1840                                         |                                              | 4.103                                        | 4.103                                        |
| 1846 | 1846                                         |                                              | 4.078                                        | 4.078                                        |
| 1852 | 1852                                         |                                              | 3.767                                        | 3.767                                        |
| 1858 | 1858                                         |                                              | 3.446                                        | 3.446                                        |
| 1864 | 1864                                         |                                              | 3.620                                        | 3.620                                        |
| 1871 | 1871                                         |                                              | 3.538                                        | 3.538                                        |
| 1875 | 1875                                         |                                              | 3.483                                        | 3.483                                        |
| 1885 | 1885                                         |                                              | 3.634                                        | 3.634                                        |
| 1895 | 1895                                         |                                              | 3.742                                        | 3.742                                        |
| 1905 | 1905                                         |                                              | 3.940                                        | 3.940                                        |
| 1910 | 1910                                         |                                              | 4.139                                        | 4.139                                        |
| 1925 | 1925                                         |                                              | 4.481                                        | 4.481                                        |
| 1939 | 1939                                         |                                              | 5.103                                        | 5.103                                        |
| 1946 | 1946                                         |                                              | 7.205                                        | 7.205                                        |
| 1950 | 1950                                         |                                              | 7.625                                        | 7.625                                        |
| 1956 | 1956                                         |                                              | 7.927                                        | 7.927                                        |
| 1961 | 1961                                         |                                              | 8.215                                        | 8.215                                        |
| 1967 | 1967                                         |                                              | 9.081                                        | 9.081                                        |
| 1973 | 1973                                         |                                              | 13.530                                       | 13.530                                       |
| 1975 | 1975                                         |                                              | 13.444                                       | 13.444                                       |
| 1980 | 1980                                         |                                              | 13.192                                       | 13.192                                       |
| 1985 | 1985                                         |                                              | 13.430                                       | 13.430                                       |
| 1990 | 1990                                         |                                              | 13.197                                       | 13.197                                       |
| 1995 | 1995                                         |                                              | 13.916                                       | 13.916                                       |
| 2000 | 2000                                         |                                              | 14.260                                       | 14.260                                       |
| 2005 | 2005                                         |                                              | 13.938                                       | 13.938                                       |
| 2010 | 2010                                         |                                              | 13.384                                       | 13.384                                       |
| 2011 | 2011                                         |                                              | 13.278                                       | 13.278                                       |
| 2015 | 2015                                         |                                              | 13.381                                       | 13.381                                       |
| 2020 | 2020                                         |                                              | 13.797                                       | 13.797                                       |
| 2022 | 2022                                         |                                              | 14.084                                       | 14.084                                       |
| Datenquelle: Historisches Gemeindeverzeichnis für Hessen: Die Bevölkerung der Gemeinden 1834 bis 1967. Wiesbaden: Hessisches Statistisches Landesamt, 1968. Weitere Quellen: LAGIS; Hessisches Statistisches Informationssystem; Zensus 2011 Ab 1971 einschließlich der im Zuge der Gebietsreform in Hessen eingegliederten Orte. |                                              |                                              |                                              |                                              |

### Historische Religionszugehörigkeit
| • 1885: | 3422 evangelische (= 94,17 %), 50 katholische (= 1,38 %), 14 anderes christliche-konfessionelle (= 0,39 %), 147 jüdische (= 0,45 %) Einwohner        |
| • 1961: | 6550 evangelische (= 79,73 %), 1472 katholische (= 17,92 %) Einwohner                                                                                |
| • 1987: | 9709 evangelische (= 73,6 %), 2145 katholische (= 16,3 %), 1332 sonstige (= 10,1 %) Einwohner                                                        |
| • 2011: | 8520 evangelische (= 64,2 %), 1800 katholische (= 13,5 %), 180 orthodoxe (= 1,3 %), 320 andersgläubige (= 2,4 %), 2280 sonstige (= 17,2 %) Einwohner |

## Politik und Verwaltung

### Stadtverordnetenversammlung
Die Kommunalwahl am 14. März 2021 lieferte folgendes Ergebnis, in Vergleich gesetzt zu früheren Kommunalwahlen:
| Stadtverordnetenversammlung – Kommunalwahlen 2021                                                                                      | Stadtverordnetenversammlung – Kommunalwahlen 2021                                |
| --- | -------------------------------------------------------------------------------- |
| Stimmenanteil in %Wahlbeteiligung 56,1 % 50403020100 37,1 (−6,3)19,9 (+3,3)15,5 (−1,0)15,2 (+6,1)12,4 (−2,0) SPDFDPCDUGrüneFWG20162021 | SitzverteilungInsgesamt 37 Sitze - SPD: 14 - Grüne: 6 - FWG: 4 - CDU: 6 - FDP: 7 |

| Parteien und Wählergemeinschaften | Parteien und Wählergemeinschaften           | % 2021 | Sitze 2021 | % 2016 | Sitze 2016 | % 2011 | Sitze 2011 | % 2006 | Sitze 2006 | % 2001 | Sitze 2001 |
| --------------------------------- | ------------------------------------------- | ------ | ---------- | ------ | ---------- | ------ | ---------- | ------ | ---------- | ------ | ---------- |
| SPD                               | Sozialdemokratische Partei Deutschlands     | 37,1   | 14         | 43,4   | 16         | 49,8   | 18         | 59,9   | 22         | 56,1   | 21         |
| FDP                               | Freie Demokratische Partei                  | 19,9   | 7          | 16,6   | 6          | 14,1   | 5          | 16,5   | 6          | 16,4   | 6          |
| CDU                               | Christlich Demokratische Union Deutschlands | 15,5   | 6          | 16,5   | 6          | 17,2   | 6          | 23,6   | 9          | 21,6   | 8          |
| Grüne                             | Bündnis 90/Die Grünen                       | 15,2   | 6          | 9,1    | 4          | 12,2   | 5          | —      | —          | 5,9    | 2          |
| FWG                               | Freie Wählergemeinschaft                    | 12,4   | 4          | 14,4   | 5          | 6,7    | 3          | —      | —          | —      | —          |
| Gesamt                            | Gesamt                                      | 100,0  | 37         | 100,0  | 37         | 100,0  | 37         | 100,0  | 37         | 100,0  | 37         |
| Wahlbeteiligung in %              | Wahlbeteiligung in %                        | 56,1   | 56,1       | 54,7   | 54,7       | 53,3   | 53,3       | 54,7   | 54,7       | 61,1   | 61,1       |

### Bürgermeister
Nach der hessischen Kommunalverfassung wird der Bürgermeister für eine sechsjährige Amtszeit gewählt, seit dem Jahr 1993 in einer Direktwahl, und ist Vorsitzender des Magistrats, dem in der Stadt Melsungen neben dem Bürgermeister ehrenamtlich ein Erster Stadtrat und fünf weitere Stadträte angehören. Bürgermeister ist seit dem 1. Juni 2025 Timo Riedemann (SPD), der in der Kommunalpolitik zuletzt Stadtverordnetenvorsteher war. Er wurde als Nachfolger von Markus Boucsein, der nach zwei Amtszeiten nicht wieder kandidiert hatte, am 1. Dezember 2024 im ersten Wahlgang bei 59,9 Prozent Wahlbeteiligung mit 72,7 Prozent der Stimmen gewählt.
Amtszeiten der Bürgermeister
- 2025–2031 Timo Riedemann (SPD)[23]
- 2013–2025 Markus Boucsein[24]
- 2005–2012 Dieter Runzheimer (SPD) (Amtsantritt 1. März 2005, im Amt verstorben am 4. Dezember 2012)[28]
- 1993–1999 Karl-Heinz Dietzel
- 1969–1993 Erhart Appell
- 1958–1969 Otto Dannenberg
- 1945–1957 Christian Bitter
- 1927–1945 Otto Schmidt
- 1906–1927 Otto Gleim
- 1901–1905 Gustav Karthaus
- 1899–1901 Ludwig Löber
- 1875–1898 Johann Georg Karl Lotz
- 1852–1875 Karl Baumann

### Ortsbeiräte
Für die Stadtteile Adelshausen, Günsterode, Kehrenbach, Kirchhof, Obermelsungen, Röhrenfurth und Schwarzenberg bestehen Ortsbezirke nach Maßgabe der §§ 81 und 82 HGO und des Kommunalwahlgesetzes in der jeweils gültigen Fassung. Die Ortsbeiräte bestehen aus fünf Mitgliedern. Der Ortsbeirat des Ortsbezirks wird im Rahmen der Kommunalwahlen gewählt und bestimmt aus seiner Mitte den/die Ortsvorsteher/in. Die Ortsbezirksgrenzen entsprechen den Gemarkungen der eingegliederten ehemaligen Gemeinden.

### Wappen
| Wappen von Melsungen | Blasonierung: „In Blau über offenem Tor einer beiderseits ansteigenden silbernen (weißen) Zinnenmauer, ein silberner (weißer) Turm mit rotem Dach, besteckt mit zwei goldenen (gelben) Knäufen.“ |
| Wappen von Melsungen | Wappenbegründung: Das 1906 zuletzt verliehene und 1577 erstmals nachweisbare Wappen basiert auf dem ältesten Siegel der Stadt aus dem Jahr 1267, welches den gleichen Aufbau zeigte, allerdings mit zwei Sternen neben dem Turm. Das zweite Siegel aus dem 14. Jahrhundert zeigt einen etwas anderen Turm, aber keine Sterne. Spätere Siegel zeigten alle den Turm, manchmal mit kleinen Nebentürmen oder Kreuzen. |

### Banner

Mit Bannerhaupt
Ohne Bannerhaupt

Die Stadt führt zwei Varianten eines weiß-blauen Banners. Die 1963 erstmals gezeigte Version ist weiß-blau längsgestreift mit weißem Bannerhaupt; darin das Wappen mit der Unterschrift „Melsungen“.
1967 wurde ein weiß-blaues längsgestreiftes Banner mit dem Wappen oberhalb der Mitte und der Unterschrift „Melsungen“ hinzugefügt.

### Städtepartnerschaften
Städtepartnerschaften bestehen mit folgenden Städten:
| Partnerschaften der Stadt Melsungen | Partnerschaften der Stadt Melsungen | Partnerschaften der Stadt Melsungen | Partnerschaften der Stadt Melsungen |
| ----------------------------------- | ----------------------------------- | ----------------------------------- | ----------------------------------- |
| Dreux                               | Frankreich                          | 1966                                | Frankreich                          |
| Evesham                             | Vereinigtes Königreich              | 1982                                | England                             |
| Todi                                | Italien                             | 1985/86                             | Italien                             |
| Koudougou                           | Burkina Faso                        | 1990                                | Burkina Faso                        |
| Bad Liebenstein                     | Thüringen                           | 1990                                | Thüringen                           |

Freundschaftliche Beziehungen bestehen mit dem Berliner Stadtteil Spandau.

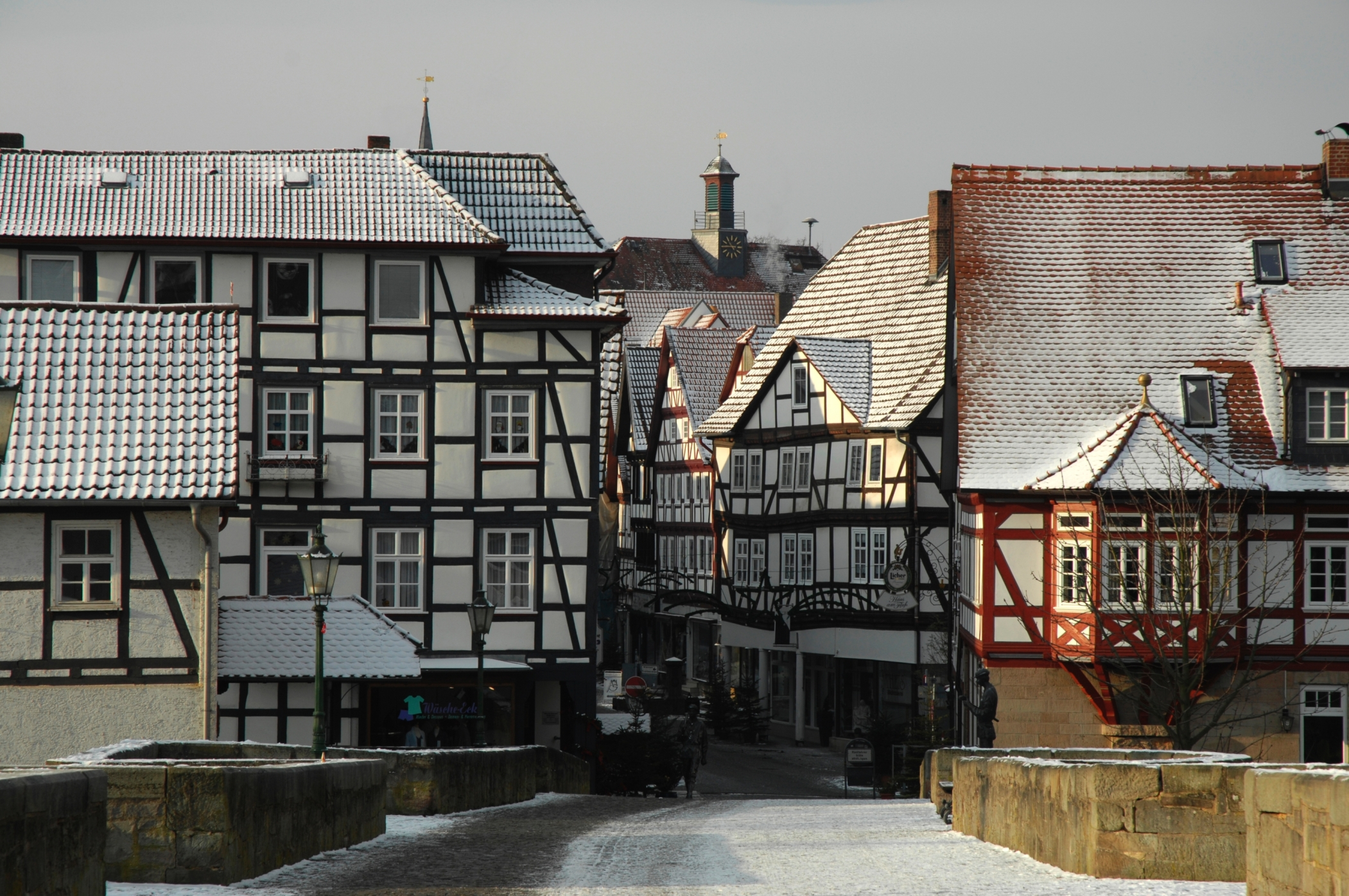
Blick von der Bartenwetzerbrücke in die Fachwerk-Altstadt

## Kultur und Sehenswürdigkeiten
Der Ortsneckname für die Einwohner der Stadt ist Bartenwetzer. Die Stadt richtete den Hessentag 1987 aus.

### Museen
In der Stadt befindet sich, in der Nähe der Bartenwetzerbrücke, das Heimatmuseum Melsungen.

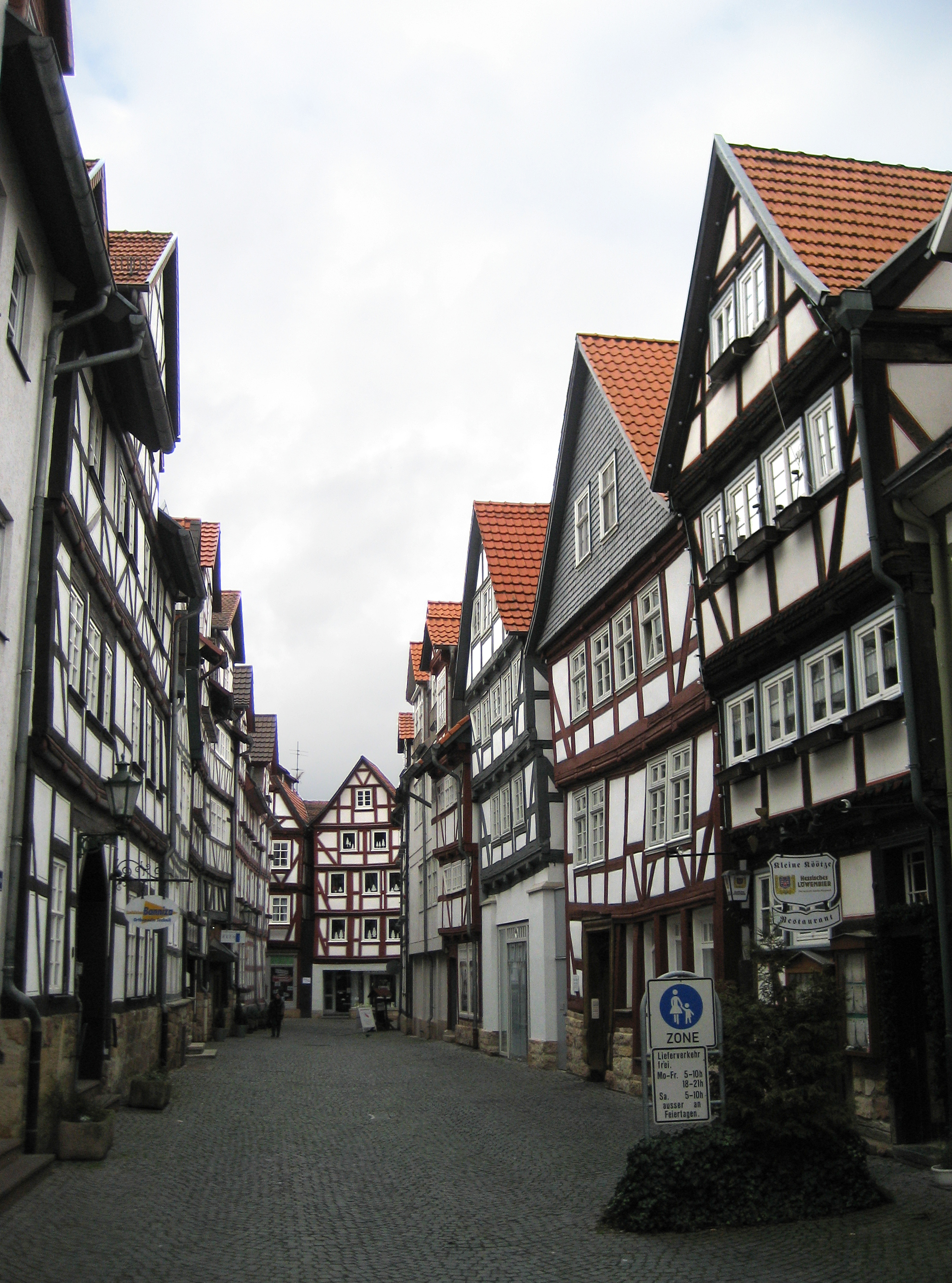
Typisches Fachwerk in Melsungen

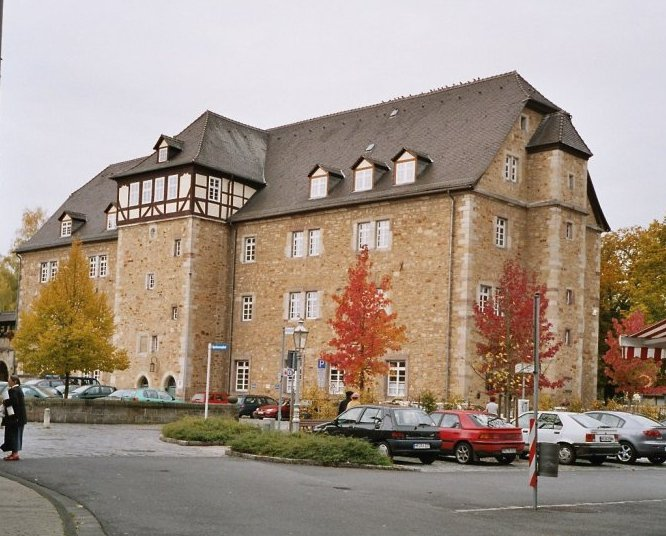
Das Melsunger Schloss

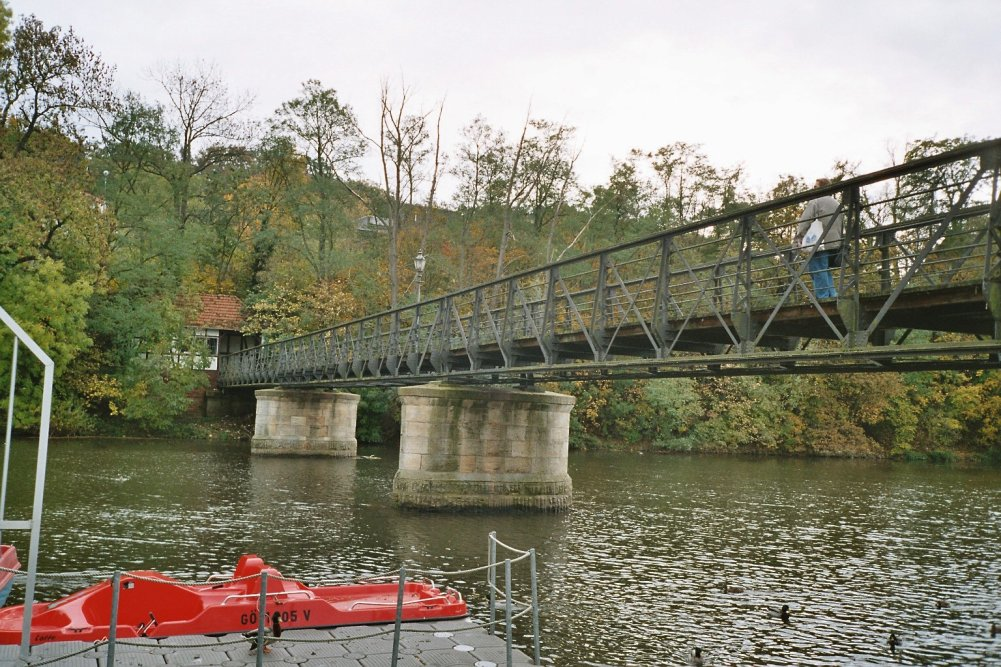
Die Zweipfennigbrücke über die Fulda

### Bauwerke
- Fachwerkstadt (geschlossene Fachwerkansicht im Altstadtbereich)
- Rathaus Melsungen (aus den 1560ern), mit dem Bartenwetzer im Rathausturm
- Schloss (erbaut von 1550 bis 1557 unter Landgraf Philipp), mit Schlossgarten
- Marktplatz
- Bartenwetzerbrücke (erbaut 1595 bis 1596) über die Fulda
- Melsunger Viadukt an der Friedrich-Wilhelms-Nordbahn (Bahnstrecke Kassel–Bebra–Fulda)
- gotische Stadtkirche (erbaut von 1415 bis 1425)[32]
- Hospitalskapelle St. Georg[33]
- Eulenturm (ein erhaltener Turm aus der Stadtmauer)
- Zweipfenningsbrücke (von 1890)
- Stirling-Bau (Werk Pfieffewiesen der B. Braun Melsungen AG)
- Gasthaus „Zur Traube“ (ältestes Gasthaus der Stadt, von 1756)
- Jagdschloss Kehrenbach
- Wolfsstein (Melsungen)
- Jüdischer Friedhof, westlich der Altstadt zwischen der Fritzlarer Straße und dem Hilgershäuser Weg.

### Sport
- Handballverein MT Melsungen (seit der Saison 2005/06 in der 1. Handball-Bundesliga)
- Handballverein SG 09 Kirchhof
- Melsunger Fußballverein 08 (seit 2019 in der Verbandsliga Hessen)
- Melsunger Turngemeinde 1861 e. V. (Lauf-Treff, Leichtathletik, Volleyball, Gymnastik)
- Motorsportclub MSC Melsungen: Internationale Motorrad-Grasbahnrennen
- TSV Röhrenfurth, TSV Schwarzenberg, TSV Obermelsungen, FTSV Kehrenbach, TSV Adelshausen (Sportvereine in den Stadtteilen)

### Regelmäßige Veranstaltungen
- Melsunger Weinfest
- Melsunger Kabarett-Wettbewerb mit Verleihung des Preises Scharfe Barte
- „Tour der Städtepartnerschaft“ (jährliche Laufveranstaltung zwischen Melsungen und Bad Liebenstein)
- TAKD – Toleranz, Akustik, Konzert, Draußen
- Nikorock (Benefitsveranstaltung der ev. Jugend Melsungen Stadt, alle Einnahmen gehen an Brot für die Welt)

### Kulinarische Spezialitäten
- Ahle Wurscht
- Weckewerk

## Verkehr

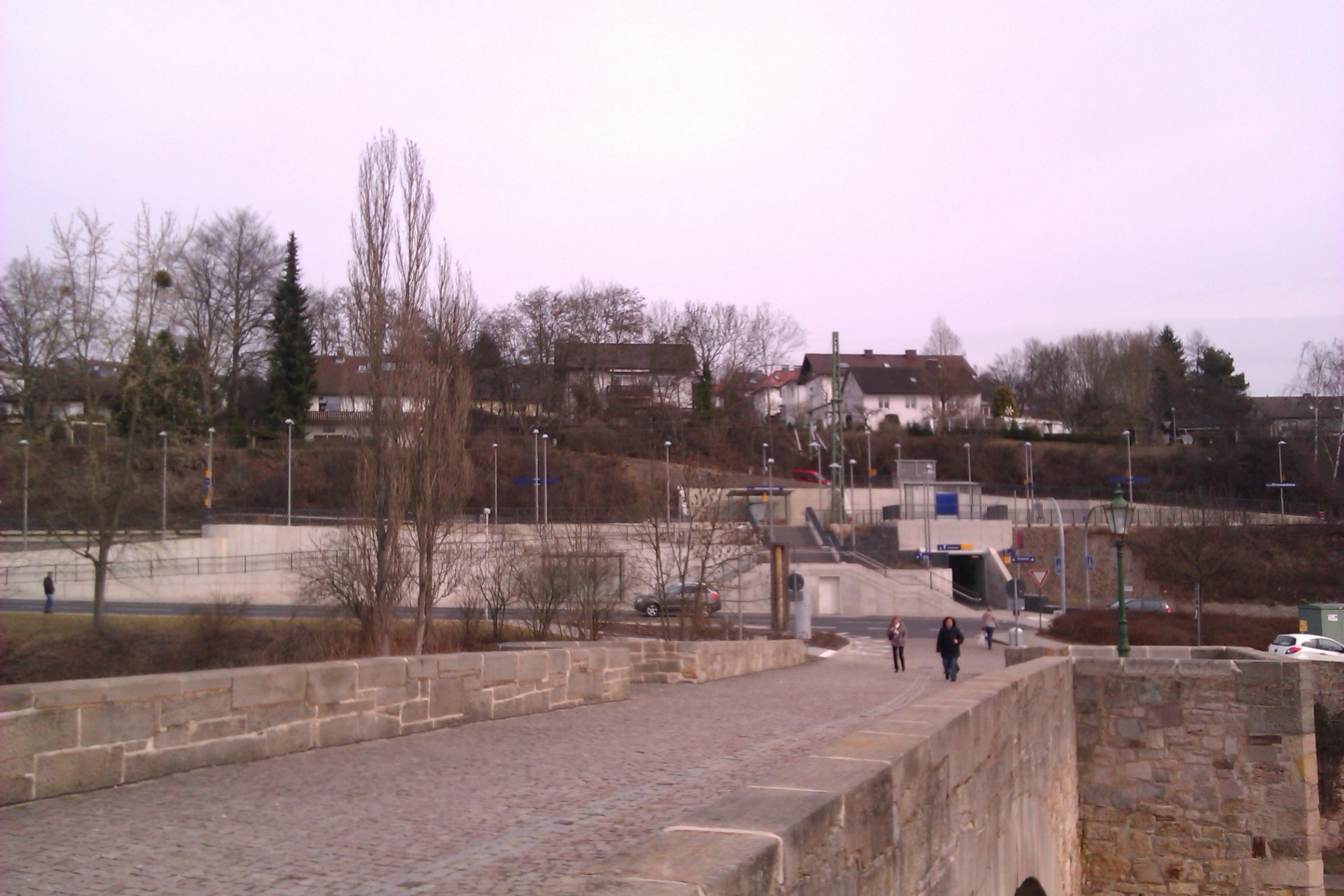
Haltepunkt Melsungen-Bartenwetzerbrücke

### Schiene
Der Bahnhof Melsungen liegt an der Strecke Bebra–Kassel. Das Empfangsgebäude von 1846/47 stammte ursprünglich von Julius Eugen Ruhl, wurde aber 1895 erheblich umgebaut. Der Bahnhof Melsungen liegt im Bereich des Nordhessischen Verkehrsverbundes. Seit Juni 2006 verkehrt die RegioTram-Linie RT5. Sie verbindet Melsungen umsteigefrei mit der Kasseler Innenstadt und endet im Wendegleis Melsungen Süd. Am 20. Mai 2011 wurde mit Melsungen Bartenwetzerbrücke ein neuer altstadtnaher Haltepunkt eröffnet. Melsungen Süd (am Wendegleis) und Melsungen-Schwarzenberg sind als weitere Stationen geplant. Eine Verlängerung der RegioTram bis ins Industriegebiet Pfieffewiesen wird auch diskutiert.
| Linie | Verlauf | Takt                                       |
| ----- | --- | ------------------------------------------ |
| RT5   | Melsungen – Melsungen Bartenwetzerbrücke – Melsungen-Schwarzenberg – Melsungen-Röhrenfurth – Körle – Guxhagen – Baunatal-Guntershausen – Baunatal-Rengershausen – Kassel-Oberzwehren – Kassel-Wilhelmshöhe – Kassel Hbf (tief) – Scheidemannplatz – Wilhelmsstraße/Stadtmuseum – Rathaus/Fünffensterstraße – Am Weinberg – Heinrich-Heine-Straße/Universität – Auestadion Stand: Fahrplanwechsel Dezember 2023 | 30 min (werktags) 60 min (sonn-/feiertags) |

Im östlichen Teil des Stadtgebiets verläuft die Schnellfahrstrecke Hannover–Würzburg mit mehreren Talbrücken und Tunneln.

### Straße
Melsungen mit der gleichnamigen Anschlussstelle 82 liegt an der Bundesautobahn 7. Die Bundesstraße 83 führt durch Melsungen und die Bundesstraßen 253 und 487 beginnen bzw. enden hier.

### Radwanderwege
Durch die Stadt führen folgende Radwanderwege:
- Der Hessische Radfernweg R1 (Fulda-Radweg) führt über 250 km von den Höhen der Rhön entlang der Fulda bis Bad Karlshafen an der Weser.
- Die D-Route 9 (Weser-Romantische Straße) führt von der Nordsee über Bremen, Kassel, Fulda und das Taubertal nach Füssen im Allgäu (1.197 km), in Melsungen identisch mit dem R1 (Fulda-Radweg).
- Der Chattengau-Fulda-Radweg R12 ist ein 55 km langer Radwanderweg von Schauenburg-Elmshagen über Niedenstein, Felsberg (Hessen), Melsungen und Spangenberg nach Schnellrode.

## Wirtschaft

### Ansässige Unternehmen
Der größte Arbeitgeber ist die B. Braun Melsungen AG, ein weltweit tätiges Pharma- und Medizinbedarfs-Unternehmen. Im Bereich Einzelhandel und Logistik ist die Firma EDEKA Handelsgesellschaft Hessenring mbH vertreten, die für ihr Absatzgebiet die Belieferung der Märkte in Nord- und Mittelhessen sowie in Teilen von Thüringen und Südniedersachsen übernimmt. Der Mittelstand ist vertreten durch Unternehmen wie die Solupharm GmbH, die Faubel & Co. Nachfolger GmbH, die WESPA Metallsägenfabrik Simonds Industries GmbH und die Dr. Karl Wetekam & Co. KG. Als Verlage sind zudem die Neumann-Neudamm GmbH und der A. Bernecker Verlag ansässig.
Die Kreissparkasse Schwalm-Eder und die VR PartnerBank eG Chattengau-Schwalm-Eder haben ihren Hauptsitz in der Stadt.

### Bildung
In der Stadt Melsungen befinden sich drei Grundschulen (Grundschule am Schloth, Christian-Bitter-Grundschule, Wolfgang-Fleischert-Schule (Röhrenfurth)).
Weiterführende Schulen sind die Gesamtschule Melsungen, die Geschwister-Scholl-Schule (Gymnasium) und die Radko-Stöckl-Schule. Für Schüler mit körperlichen und geistigen Problemen sind zwei Förderschulen (Sonderschule für Lernbehinderte und Schule für praktisch Bildbare) vorhanden.
Die Musikschule Schwalm-Eder sowie die Volkshochschule Schwalm-Eder unterhalten Zweigstellen in Melsungen.

### Staatliche Einrichtungen
- Amtsgericht Melsungen
- Finanzamt Schwalm-Eder, Verwaltungsstelle Melsungen
- Forstamt Melsungen
- Straßenmeisterei Melsungen

## Persönlichkeiten

### Söhne und Töchter der Stadt
- Johannes Rhenanus (um 1528–1589), Salinist, Theologe, Alchemist, Drucker und Autor
- Heinrich Leuchter (1558–1623), Theologe
- Konrad Bachmann (1572–1646) Literaturwissenschaftler, Historiker und Bibliothekar
- David Theodor August Suabedissen (1773–1835), Philosoph
- Carl Friedrich Giesler (1781–1850), Polizeidirektor, Landrat und Mitglied der kurhessischen Ständeversammlung
- Karl Friedrich Leopold von Schotten (1783–1861), kurhessischer Finanzminister
- Jacob Christian Carl Baumann (1800–1880), Bürgermeister von Melsungen, Mitglied der kurhessischen Ständeversammlung
- Karl Christoph Hüter (1803–1857), Mediziner und Hochschullehrer
- Wilhelm Gleim (1820–1881), Reichstagsabgeordneter (Nationalliberale)
- Johann Lotz (1820–1908), Bürgermeister von Melsungen, Abgeordneter des Provinziallandtages der Provinz Hessen-Nassau
- Georg Hüter (1823–1900), Abgeordneter des Provinziallandtages der Provinz Hessen-Nassau
- Franz Gleim (1842–1911), Unternehmer und Mitglied des Preußischen Abgeordnetenhauses sowie des Provinziallandtages der Provinz Hessen-Nassau
- Georg Zülch (1851–1890), Heimatforscher
- Therese Keiter (1859–1925), Schriftstellerin
- Georg Heer (1860–1945), Jurist und Studentenhistoriker
- Carl Martin Wollenhaupt (1870–unbekannt), Katasterdirektor, Abgeordneter des Provinziallandtages der Provinz Hessen-Nassau
- Reinhard Rauschenberg (1879–1953), Gewerkschafter und Politiker
- Karl Pfankuch (1883–1952), Buchhändler, Verleger und Antiquar
- Wilhelm Wisch (1889–1951), Mitglied im nationalsozialistischen Reichstag
- Hermann Hengsberger (1900–1987), Bundesrichter am Bundesgerichtshof
- Otto Braun (1904–1986), Vorstandsvorsitzender von B. Braun Melsungen, MdL (FDP), Ehrenbürger von Melsungen
- Bernhard Braun (1906–1993), Arzt, Chemiker und Unternehmer, Erfinder der ersten Venenverweilkanüle (Braunüle) aus Kunststoff
- Friedrich Wilhelm Hopf (1910–1982), Missionsdirektor der Lutherischen Kirchenmission
- Berthold Gockell (1927–2006), Architekt
- Gerhard Krüger (1933–2013), Informatiker und Hochschullehrer
- Karl Mihm (1934–2021), Politiker (CDU) und Abgeordneter des Hessischen Landtags
- Ludwig Georg Braun (* 1943), Unternehmer, ehem. Vorstandsvorsitzender der B. Braun Melsungen AG
- Barbara von Weitershausen (* 1946), Filmeditorin
- Ingrid Freimuth (* 1946), Pädagogin und Autorin
- Alwin Wagner (* 1950), Leichtathlet
- Michael Siebert (* 1950), Bürgermeister von Darmstadt (Die Grünen)
- Johannes Schilling (* 1951), evangelischer Theologe
- Christof Lauer (* 1953), Jazzmusiker
- Hubert Kleinert (* 1954), Bundestagsabgeordneter und hessischer Landesvorsitzender der Grünen

### Personen, die mit der Stadt in besonderer Verbindung stehen
- Günther Bott (* 1944), ehemaliger Richter am Bundesarbeitsgericht
- Leonard Nelson (1882–1927), 1922 Gründer des Landerziehungsheims Walkemühle bei Adelshausen, dort verstorben 1927
- Tina Sauerländer (* 1981), deutsche Kuratorin und Autorin, wuchs in Melsungen auf
- Reinhard Selten (1930–2016), Nobelpreisträger der Wirtschaftswissenschaften für seinen Beitrag in der Spieltheorie
- Minna Specht (1879–1961), Leiterin der Walkemühle bei Adelshausen von 1922 bis 1933
- Radko Stöckl (1924–1984), langjähriger Leiter der späteren Radko-Stöckl-Schule und Vizepräsident des Hessischen Landtages